# Aleksandr Skriabin
Aleksandr Nikoláievich Skriabin (en ruso: Алекса́ндр Никола́евич Скря́бин; Moscú, 6 de enero de 1872 - ibídem, 27 de abril de 1915) fue un compositor y pianista ruso, considerado uno de los mayores exponentes del postromanticismo y el atonalismo libre. Fue uno de los compositores más innovadores de la historia de la música.

## Biografía
Con solo un año perdió a su madre, concertista de piano que había sido alumna de Theodor Leschetizki. Recibió sus primeras lecciones de música de su tía Liubov Skriábina. De niño asistía a conciertos organizados por la Sociedad Musical de Rusia y a óperas del Bolshói. Capaz de tocar de oído e improvisar al piano con 5 años, Liubov lo presentó al gran pianista y compositor Antón Rubinstein. A partir de 1883, estudió con Gueorgui Koniús (Georges Conus), y se preparó para ingresar en el Conservatorio de Moscú con Serguéi Tanéyev y Nikolái Zvérev, que era al mismo tiempo profesor de Serguéi Rajmáninov. En 1886, Skriabin compuso una obra notable, el Estudio en Do sostenido menor (publicado como Opus 2 n.º 1).
Tras su ingreso en el Conservatorio de Moscú, hacia 1888 Skriabin estudió con Antón Arenski, Serguéi Tanéyev, y Vasili Safónov. Se convirtió en un pianista notable a pesar de sus pequeñas manos que cubrían poco más de una octava (en alguna ocasión incluso se lastimó al practicar piezas que requerían mayor alcance). Estudió a fondo las sonatas de Beethoven y en esa época hizo una paráfrasis de un vals de Strauss, siguiendo hasta su graduación con la Pequeña Medalla de Oro.
En 1892, dio un concierto privado en el Círculo de los Melómanos. Ese verano compuso su primera sonata para piano. Al año siguiente realiza una travesía de Finlandia a Letonia que le sirve de inspiración. En esa época conoció al crítico musical Leonid Sabanéyev –su primer biógrafo– y Paul de Schloezer. 
En verano de 1895 viajó por toda Europa actuando en sala Érard de París, donde tocó en enero de 1896. Después visitó a su padre en Roma, donde compuso un Allegro sinfónico cuyos temas reutilizó en su Tercera Sinfonía. Después compuso su Concierto para piano Opus 20. 
En agosto de 1897, se casa con la pianista Vera Ivánovna Isakóvich. Al poco tiempo tuvieron una hija, Rimma y en 1900 otra llamada Yelena quien luego se casaría con el pianista Vladímir Sofronitski. Posteriormente, el matrimonio tuvo a la hija María (1901) y al hijo Lev (1902). El pianista y profesor Vasili Safónov y  el editor Mitrofán Beliáyev lograron que se crease una cátedra de piano con el nombre de Skriabin. El compositor recibió varias veces el "Premio Glinka” instaurado en 1884 por Mitrofán Beliáyev. Poco después compone la Segunda Sinfonía, en 1902, estrenada en San Petersburgo. En el verano de ese mismo año, el compositor ya esbozaba su Tercera Sinfonía, (Poema divino), que no terminaría hasta 1904. 
Su interés por la filosofía y la mitología griegas lo llevaron a formar parte de la Sociedad Filosófica de Moscú. En el verano de 1903, conoció a los Pasternak, una amistad que se tradujo en la biografía que Borís Pasternak escribió sobre el compositor. Tras la pérdida de su hija Rimma, en julio de 1905, Skriabin conoció a Gueorgui Plejánov, el padre del materialismo dialéctico.
En octubre de 1906, el violonchelista Modest Altschuler invitó a Skriabin a América. Entre 1909 y 1910 vivió en Bruselas, donde se interesó por el movimiento teosófico de Jean Delville y profundizó en las lecturas de Helena Blavatsky (Samson 1977).
En enero de 1909, se celebró un concierto en San Petersburgo que incluía el El poema del éxtasis, dirigido por Félix Blumenfeld, así como obras para piano solo. La acogida de la crítica fue muy favorable. A mediados de la década siguiente Serguéi Kusevitski acompañó al compositor en una gira por varias ciudades rusas. En 1912 compuso los estudios Opus 65. A principios de 1913 actuó en unos conciertos en Londres que tuvieron mucho éxito.
Dane Rudhyar, teósofo y compositor, escribió que Skriabin fue "el gran pionero de la nueva música del renacimiento de la civilización occidental, el padre de la música del futuro" (traducido del inglés, Rudhyar 1926b, 899) y un antídoto para "los reaccionarios latinos y su apóstol, Stravinski" y la música "ordenada por la regla" del "grupo de Schoenberg" (Ibid., 900-901).
Hipocondríaco de por vida, Skriabin murió el 27 de abril de 1915 en Moscú de septicemia causada por una lesión en el labio. Sería enterrado en el Cementerio Novodévichi de Moscú. Antes de su muerte, planificó un trabajo multimedia que se presentaría en el Himalaya, sobre el Armagedón, "una grandiosa síntesis religiosa de todas las artes que anunciaría el nacimiento de un nuevo mundo". La otra, titulada Misterio, quedó inacabada.
Sus obras son un reto extremadamente complejo, en su propuesta y probablemente en su escucha. Primero hay que resolverlas técnicamente (la Sonata n.º 4 termina con un prestissimo volando de dificultad legendaria); segundo, estilísticamente porque las primeras recuerdan a Chopin y las últimas son modernísimas para su tiempo. Finalmente hay que sumergirse en sus ocultos contenidos que van de la confidencia romántica de las sonatas juveniles al esoterismo misterioso: la n.° 9 se llama La misa negra o Sonata de la obscuridad, la n.° 7 La misa blanca o Sonata de la luz, la n.° 5 trae un epígrafe de El poema del éxtasis y la n.° 6 según el mismo Skriabin ¨Tiene facetas demoníacas, y fue inspirada por el demonio¨.
Skriabin arranca de la tradición del romanticismo pianístico, teniendo por modelos a Chopin y a Liszt; de Chopin toma el gusto por las sutilezas armónicas, mientras que de Liszt toma el énfasis y la expresión rotunda. Algunos de los pianistas que más éxito han alcanzado con la interpretación de obras de Skriabin son Vladímir Sofronitski, Vladimir Horowitz, Sviatoslav Richter, Ruth Laredo, John Ogdon, Nikita Magalov y Robert Taub.

## Influencias filosóficas
Skriabin estuvo interesado en la teoría del Übermensch (superhombre o suprahombre) de Friedrich Nietzsche y, posteriormente, en la teosofía; ambas influirían su música. Entre 1909 y 1910 vivió en Bruselas, interesándose en el movimiento teosofista de Delville y continuando su estudio de Hélène Blavatsky.
El teósofo y compositor Dane Rudhyar escribió que Skriabin era "el gran pionero de la nueva música del renacimiento de la civilización occidental, el padre de la música futura", y un antídoto contra los "reaccionarios latinos y su apóstol, Stravinski" y la música "regulada" del grupo de "Schoenberg". Skriabin desarrolló su muy propio y abstracto misticismo basándose en el papel del artista en relación con la percepción y la afirmación de la vida. Sus ideas sobre la realidad se acercan a las de Platón y Aristóteles pero de manera etérea e incoherente. Las principales fuentes de su pensamiento filosófico pueden encontrarse en sus numerosos cuadernos inéditos, en uno de los cuales escribió su famoso "Yo soy Dios". Además de notas, contienen complejos diagramas técnicos que explican su metafísica. Skriabin también usó la poesía como medio para expresar sus nociones filosóficas, aunque casi todo su pensamiento filosófico fue llevado a la música, siendo el ejemplo más reconocible su 7.ª sonata mesiánica.

## Habilidad sinestésica

Asociación de Skriabin entre notas y colores.

Círculo de quintas cambiando gradualmente de color.

Skriabin poseía sinestesia, la habilidad de percibir mediante un sentido estímulos normalmente perceptibles mediante otro sentido. En el caso de Skriabin, él se jactaba de poder oír colores.
Skriabin se vio fuertemente influido por la habilidad sinestésica en su obra musical. Su principal virtud fue asociar cada tonalidad con un color determinado, creando así un modelo. Su sistema de colores, a diferencia de la mayoría de las experiencias sinestésicas, se ordena según el círculo de quintas; basado en el sistema que Isaac Newton describe en su libro Opticks. Nótese que Skriabin, según sus estudios teóricos, no reconocía diferencias entre una tonalidad mayor y otra menor con el mismo nombre, (por ejemplo: do mayor y do menor). Muchos de los trabajos de Skriabin en esta materia están influidos por doctrinas teosóficas.
A pesar de que Skriabin escribió solo un pequeño número de obras orquestales, estas están entre sus más conocidas y frecuentemente interpretadas. Su obra orquestal comprende tres sinfonías, un concierto para piano (1896), El poema del éxtasis (1908) y Prometheus: el poema del fuego, en el cual incluye una parte para "clavier à lumières", que era un órgano colorido diseñado específicamente para la sinfonía. Era tocado como un piano, pero proyectaba luces de colores en una pantalla del teatro donde se presentaba en vez de notas. Su estreno no incluyó este instrumento y no fue hasta 1915 en Nueva York cuando Skriabin pudo realizar su obra como la imaginaba.
En su autobiografía Recuerdos, Serguéi Rajmáninov grabó una conversación que él había tenido con Scriabin y Rimski-Kórsakov (quien también poseía la condición) acerca de la habilidad sinestésica de Skriabin. Rajmáninov se sorprendió al darse cuenta de que la asociación entre notas y colores era la misma en ambos, aunque escéptico, luego logró darse cuenta de que Skriabin asociaba un mi bemol con púrpura, mientras que Rimski-Kórsakov con azul. Sin embargo, Rimski-Kórsakov protestó que un pasaje de la ópera de Rajmáninov El caballero avaro sustentaba su asociación; la escena en la que el viejo barón abre un baúl con un tesoro lleno de oro y joyas brillando estaba escrita en re; es decir en amarillo oro. Skriabin escribió a Rajmáninov diciéndole que «su intuición ha seguido inconscientemente las leyes que su razón ha negado».

## Principales intérpretes al piano
Scriabin mismo hizo grabaciones de 19 de sus propias obras, utilizando 20 rollos de pianola, seis para Welte-Mignon y 14 para Ludwig Hupfeld de Leipzig. Los rollos de Welte se grabaron en febrero de 1910 en Moscú y se han reproducido y publicado en CD. Los grabados para Hupfeld incluyen las sonatas para piano Op. 19 y 23. Si bien esta evidencia indirecta del pianismo de Scriabin provocó una recepción crítica mixta, un análisis detallado de las grabaciones, dentro del contexto de las limitaciones de la tecnología, puede arrojar luz sobre el estilo libre que favoreció para sus propias obras, caracterizado por variaciones extemporáneas en el tempo. , ritmo, articulación, dinámica y, a veces, incluso en las notas.
Los pianistas que han interpretado Scriabin con especial éxito de crítica incluyen a Vladímir Sofronitski, Vladimir Horowitz y Sviatoslav Richter. Sofronitski nunca conoció a Scriabin, ya que sus padres le prohibieron asistir a un concierto suyo debido a una enfermedad. Sofronitski dijo que nunca los perdonó, pero se casó con la hija de Scriabin, Elena. Según Horowitz, cuando tocó para Scriabin cuando tenía 11 años, Scriabin respondió con entusiasmo y lo animó a seguir una educación musical y artística completa. Cuando Rajmáninov interpretó la música de Scriabin, Scriabin criticó su interpretación como poco espiritual.
Gordon Fergus-Thompson, Pervez Mody, Maria Lettberg, Joseph Villa y Michael Ponti han registrado estudios de las obras para piano solo. Las sonatas completas publicadas también han sido grabadas por Dmitri Alekséiev, Vladímir Ashkenazi, Robert Taub, Håkon Austbø, Boris Berman, Bernd Glemser, Marc-André Hamelin, Yakov Kasman, Ruth Laredo, John Ogdon, Garrick Ohlsson, Robert Szidon, Anatol Ugorski, Mijaíl Voskresenski e Ígor Zhúkov, entre otros.
Otros destacados intérpretes de la música para piano de Scriabin incluyen a Samuil Feinberg, Nikita Magalof, Yelena Bekman-Shcherbina, Nikolái Demidenko, Marta Deyánova, Sergio Fiorentino, Andréi Gavrílov, Emil Guilels, Glenn Gould, Andréi Jotéyev, Yevgueni Kisin, Anton Kuerti, Elena Kuschnerova, Piers Lane, Eric Le Van, Aleksandr Mélnikov, Stanislav Neuhaus, Artur Pizarro, Mijaíl Pletniov, Jonathan Powell, Burkard Schliessmann, Grigori Sokolov, Aleksandr Sats, Yevgeny Sudbin, Matthijs Verschoor, Arkadi Volodos, Roger Woodward, Evgeny Zarafiánts y Margarita Shevchenko.
En 2015, el pianista germano-australiano Stefan Ammer, como parte de la Serie de Conciertos del Proyecto Scriabin, se unió a sus alumnos Mekhla Kumar, Konstantín Shamray y Ashley Hribar para homenajear a Scriabin en varios lugares de Australia.

## Obras orquestales
En El poema del éxtasis (1906), Skriabin parte de la gran orquesta de finales del Romanticismo y plantea un poema sinfónico con un texto poético del propio compositor, "Poema Orgiástico", que es una fusión de misticismo y sensualidad. Esta obra guarda una especial relación con la quinta sonata para piano y enfrenta dos motivos musicales que se corresponden con sendos arquetipos; el primero representa el elemento femenino y sensual, el encantamiento, la seducción y es el que abre la obra, y se caracteriza por sus cromatismos y su elaboración por parte de los instrumentos de viento. El segundo, que se va dejando ver más tarde, es confiado a la trompeta y encarna el elemento masculino, la voluntad de acción, la fuerza generadora, la conquista. La partitura es emocionante de principio a fin, con lugar para pasajes apenas confiados a unos pocos solistas, y explosiones de toda la orquesta, para la más febril excitación y momentos electrizantes, como el marcado "Allegro volando". Pero sobre todo se ha hecho famoso el final, verdadero éxtasis luminoso de explosión orquestal en do mayor, sobrecogedor en su fuerza elemental, que es preparado desde mucho antes por una nota do mantenida por los bajos, mientras el resto de la orquesta se entrega a un crescendo, que de pronto da lugar a un momento de quietud, tocado por el arpa, preparación para el imponente final.
En Prometeo: El poema del fuego, Op. 60, Skriabin plantea una obra más sombría y para Skriabin el personaje de Prometeo se parece a Satanás. Añade a la plantilla orquestal un piano solista, un coro y el famoso "Clavier à Lumières", que juegan un papel específico en la estructura simbólica de la obra -la orquesta sería el Cosmos, el piano solista sería el Hombre. Esta obra presenta los rasgos del lenguaje armónico del último Skriabin, con sus complejos acordes. La entrada del piano, marcada "imperieux", causa una gran emoción, representando la aparición del héroe internándose en un mundo de sombrías criaturas que quedan cegadas por su luz. La obra está llena de continuos cambios de tempo, como sucede con El poema del éxtasis. También tiene afinidades con sus obras pianísticas de la época, entre la Sonata n.º 6, Op. 62 y la Sonata n.º 10, Op. 70.

## Obras
A continuación se expone un resumen de sus obras más destacadas:

### Para pianoforte
- 10 Sonatas para pianoforte
  - Sonata para pianoforte n.º 1 op. 6 in Fa minore (1892)
  - Sonata para pianoforte n.º 2 op. 19 in Sol diesis minore (1892-1897)
  - Sonata para pianoforte n.º 3 op. 23 in Fa diesis minore (1897-1898)
  - Sonata para pianoforte n.º 4 op. 30 in Fa diesis maggiore (1903)
  - Sonata para pianoforte n.º 5 op. 53 (1907)
  - Sonata para pianoforte n.º 6 op. 62 (1911)
  - Sonata para pianoforte n.º 7 op. 64, "La misa blanca" (1911)
  - Sonata para pianoforte n.º 8 op. 66 (1912-1913)
  - Sonata para pianoforte n.º 9 op. 68, "La misa negra" (1912-1913)
  - Sonata para pianoforte n.º 10 op. 70 (1913)
- Preludio op. 2 n.º 2, 1889
- 12 Studi op. 8, 1894
- 8 Studi op. 42, 1903
- Preludio e Notturno op. 9 (per la mano sinistra), 1894
- 24 Preludios,Op. 11 (Skriabin), 1888-96
- 6 Preludi op. 13, 1895
- 5 Preludi op. 15, 1895-6
- 5 Preludi op. 16, 1894-5
- 7 Preludi op. 17, 1895-6
- 4 Preludi op. 22, 1897
- 2 Preludi op. 27
- Fantasia in Si minore op. 28, 1900
- 4 Preludi op. 31
- 4 Preludi op. 33
- 3 Preludi op. 35
- 4 Preludi op. 37
- 4 Preludi op. 39
- Preludio op. 45 n.º 3
- 4 Preludi op. 48
- Preludio op. 49 n.º 2
- Preludio op. 51 n.º 2
- Preludio op. 56 n.º 1
- Preludio op. 59 n.º 2
- 2 Preludi op. 67
- 5 Preludi op. 74
- lied "Romance"
- Sonata para pianoforte op. póstuma en mi bemol mayor

### Obras orquestales
- Concierto para piano en fa sostenido menor op. 20 (1896)
- Sinfonía n.º 1 op. 26 en Mi mayor (1900)
- Sinfonía n.º 2 op. 29 en Do menor (1903)
- Sinfonía n.º 3 op. 43, "Il Poema divino" (1905)
- Poema Sinfónico op. 54, "Il Poema dell'estasi" (1908)
- Poema Sinfónico op. 60, "Prométhée, Le Poème du Feu" (1910)

## Eponimia
El asteroide (6549) Skryabin fue nombrado así en su memoria.